# 中国科学院苏州生物医学工程技术研究所
中国科学院苏州生物医学工程技术研究所（简称中科院苏州医工所）成立于2008年，位于太湖之滨，地址为江苏省苏州市高新区科技城科灵路88号。2008年4月，中国科学院、江苏省人民政府、苏州市人民政府三方签署《共建中国科学院苏州生物医学工程技术研究所协议书》。2008年8月1日，中国科学院决定委托中科院长春光学精密机械与物理研究所负责苏州医工所的筹建和管理运行。2012年7月，中央机构编制委员会办公室正式批复成立“中国科学院苏州生物医学工程技术研究所”。
苏州医工所主要研究领域为医疗仪器、医用材料、生物试剂，研究方向有激光医学、生物医学测量学、医学影像学、生物医学电子学、人工器官与生物医学材料学、生物医学试剂等。